# James Campbell Badiane
Pour les articles homonymes, voir Campbell.
Cet article possède un paronyme, voir James Campbell.
James Campbell, également connu sous le nom de James Campbell-Badiane, est un acteur, danseur, photographe et compositeur sénégalais, né le 5 août 1931 à Dakar et mort le 7 avril 2010 à Dakar.

## Biographie
Né à Dakar d'un père gambien et d'une mère sénégalaise d'ethnie Sérère, Caroline Sarr, James Campbell quitte le Sénégal pour Paris en 1950. Il danse dans les cabarets et fréquente le soir les clubs à la mode, notamment Le Tabou, où il est photographié par Robert Doisneau.
Il commence sa carrière au cinéma en 1955 par un rôle de figurant dans Les héros sont fatigués d'Yves Ciampi. En 1964, il joue le rôle de Hugonin/Baron Samedi dans La Tragédie du roi Christophe d'Aimé Césaire, montée par Jean-Marie Serreau au théâtre de l'Odéon. La pièce sera présentée au Festival des arts nègres de Dakar en 1966. Dans les années 60 et 70, il joue pour Jacques Tati, Roger Vadim, Michel Audiard, Marco Ferreri, Antonioni. Parallèlement, il fait des doublages et compose des musiques pour Jacques Tati et Claude Nougaro.
Il retourne en Afrique dans les années 1970 ; il réside au Nigéria, où il se lie avec Fela Kuti, puis au Togo. En 1991, lors du tournage d'Ashakara à Lomé, il est victime d'un accident qui lui laisse des séquelles l'obligeant à marcher avec une canne. Revenu en France en 1997, il joue au théâtre de Paris dans Vol au-dessus d'un nid de coucous avec Bernard Tapie.
En 2000, il joue le rôle de l'Africain dans La Dette, téléfilm de Fabrice Cazeneuve écrit par l'académicien Erik Orsenna, avec André Dussollier, dédié à la mémoire des tirailleurs sénégalais. Son engagement pour la réhabilitation des soldats africains remonte à 1966 avec la fondation du "groupe négro-africain d’intervention culturelle" Agysimba, ayant pour vocation de « raviver le souvenir, valoriser l’héritage, honorer la mémoire » des anciens combattants. Après le tournage de La Dette, il recueille de la terre au chemin des Dames pour la déposer au cimetière de Saint-Louis du Sénégal. Son action contribue à la création de la journée du tirailleur au Sénégal.
Il finit ses jours dans la maison de sa mère à Dakar, Keur Caro. Ce nom inspire le documentaire qui lui est consacré par Papa Moctar Selane, Cœur Caro.
Il meurt le 7 avril 2010 dans la même ville, à l'âge de 78 ans. Il est inhumé au cimetière Saint-Lazare de Béthanie, toujours dans cette ville.

## Filmographie[11]

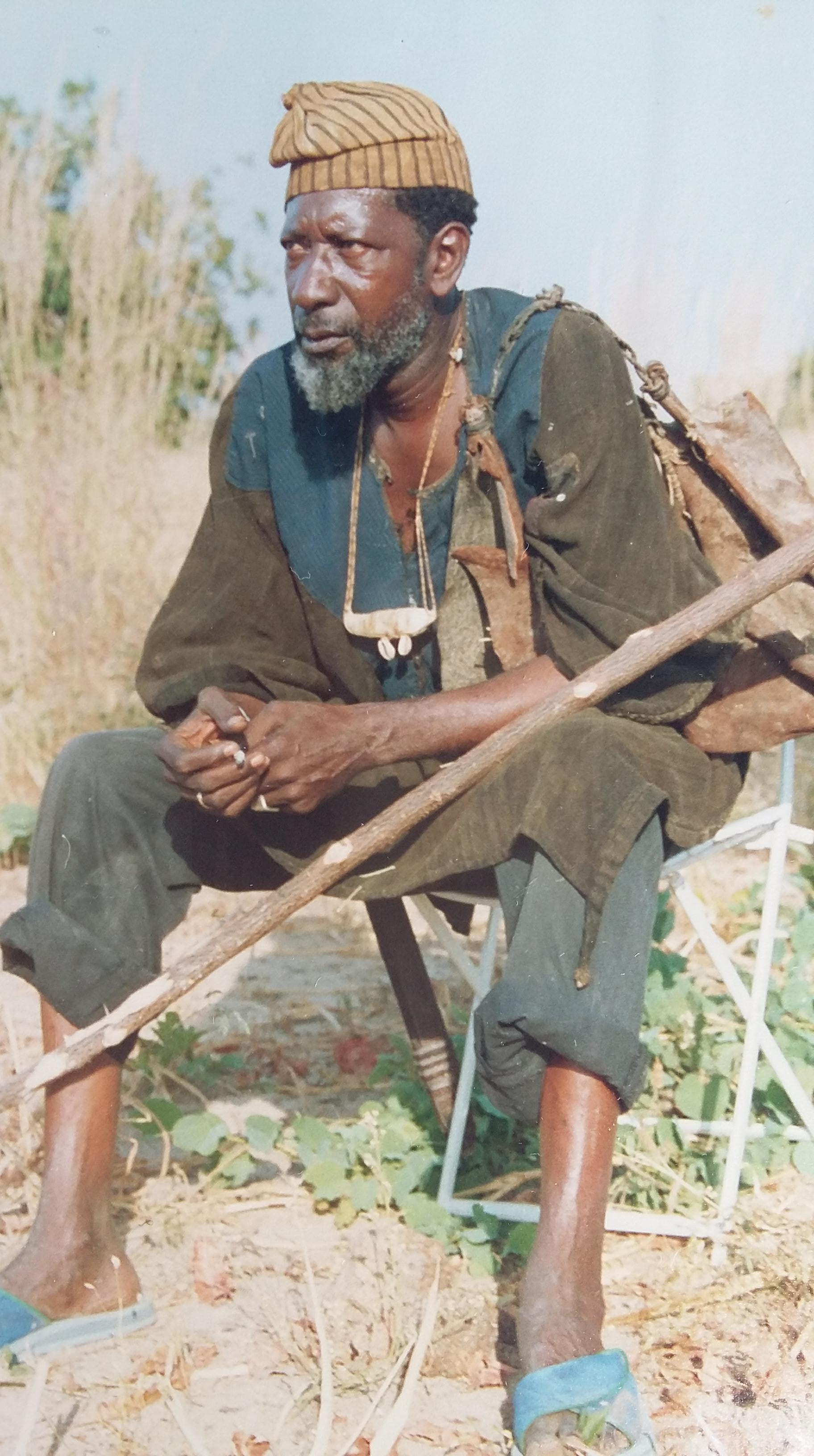
James Campbell sur le tournage de Karim et Sala d'Idrissa Ouedraogo en novembre 1990.

- 1955 : Les héros sont fatigués d'Yves Ciampi : figuration
- 1959 : Les Liaisons dangereuses 1960 de Roger Vadim : un musicien
- 1960 : On n'enterre pas le dimanche de Michel Drach : figuration
- 1960 : Chien de pique d'Yves Allégret
- 1961 : La Bride sur le cou de Roger Vadim : figuration (également crédité au montage)
- 1961 : Le Grand Risque (The Big Gamble) de Richard Fleischer, avec Juliette Gréco
- 1962 : Le Gorille a mordu l'archevêque de Maurice Labro : Ouemellé
- 1962 : La Mort tragique de Leland Drum (The Shooting) de Monte Hellman, avec Jack Nicholson
- 1966 : L'Ouragan de la vengeance (Ride in the Whirlwind) de Monte Hellman, avec Jack Nicholson
- 1966 : Paris au mois d'août (l'automobiliste au cabriolet)
- 1967 : Playtime de Jacques Tati
- 1971 : Le Cri du cormoran le soir au-dessus des jonques de Michel Audiard : un coureur anglophone
- 1972 : The Second Coming (court-métrage) de Peter de Rome
- 1972 : Boubou cravate (court-métrage) de Daniel Kamwa
- 1973 : Don Juan 73 de Roger Vadim
- 1973 : La Grande Bouffe de Marco Ferreri : Zack
- 1974 : Le Polygame de Jacques Tati
- 1975 : Profession : reporter de Michelangelo Antonioni : le marabout
- 1991 : Ashakara de Gérard Louvin : Dr Kara
- 1992 : Siméon d'Euzhan Palcy
- 1995 : Pressions (court-métrage) de Sanvi Panou
- 1998 : Watani, un monde sans mal de Sanvi Panou
- 1998 : La Vie sur terre d'Abderrahmane Sissako : la voix d'Aimé Césaire
- 2000 : Abdel a rendez-vous (court-métrage) de Sheila O'Connor
- 2001 : Le Prix du pardon de Mansour Sora Wade : Baay Sogi
- 2001 : Balafola (court-métrage) de Mohamed Camara : Bangaly
- 2003 : La Beuze de François Desagnat et Thomas Sorriaux : Dr Dembele
- 2004 : Tout le plaisir est pour moi d'Isabelle Broué : le marabout
- 2005 : Le Sifflet (court-métrage) de As Thiam : Samba
- 2006 : Ahmed (court-métrage) d'Alain Gomis : Ahmed

## Théâtre
- 1960 : Chaka de Léopold Sédar Senghor, au Théâtre de l'Alliance française[12]
- 1961 : Louisiane de Marcel Aymé, mise en scène de André Villiers au théâtre de la Renaissance[13]
- 1964 : La Tragédie du roi Christophe d'Aimé Césaire, mise en scène de Jean-Marie Serreau au théâtre de l'Odéon
- 1965 : Les Chiens de Tone Brullin, mise en scène de Gabriel Garran au théâtre de la Commune d'Aubervilliers
- 1968 : La Naissance d'Armand Gatti, mise en scène de Roland Monod, à la Biennale de Venise, théâtre de la Fenice, 18 septembre 1968, au théâtre du VIIIe à Lyon, au théâtre Romain Rolland de Villejuif, au théâtre du Gymnase à Marseille[14]
- 1968 : Arc-en-ciel pour l'Occident chrétien, de René Depestre, mise en scène de Jean-Marie Serreau au Théâtre de la Cité internationale
- 1971 : Les Anges meurtriers de Conor O'Brian, mise en scène de Joan Littlewood, au Palais de Chaillot[15]
- 1999 : La Marseillaise noire sous les flamboyants de Jean-Charles Courcot, mise en scène de Jean-Denis Vivien à l'Opéra d'Avignon[16]
- 2000 : Vol au-dessus d'un nid de coucou de Dale Wasserman, mise en scène de Thomas Le Douarec au théâtre de Paris[17]
- 2006 : Looking for Joséphine de Jérôme Savary, mise en scène de Jérôme Savary, à l'Opéra-Comique[18]

## Télévision
- 1971 : Mon seul amour, feuilleton télévisé de Robert Guez, produit par Telfrance et l'ORTF : le directeur du théâtre
- 1974 : L'Homme au contrat, feuilleton télévisé de Jacques Armand, produit par l'ORTF : Kilm
- 1991 : Karim et Sala, téléfilm de Idrissa Ouédraogo : le chasseur
- 2000 : La Dette, téléfilm de Fabrice Cazeneuve : l'Africain

## Musique
- 1961 : Twist, piano solo pour La Bride sur le cou de Roger Vadim
- 1967 : Play it in time (thème africain) pour Playtime de Jacques Tati
- 1973 : Locomotive d'or, dans l'album Locomotive d'or de Claude Nougaro

## Autres
- 1997 : Les Rois créoles de la Champeta, court-métrage documentaire de Lucas Silva et Sergio Arria, voix off[19]
- 2001 : album L'Air de rien de Tété : photo de couverture
- 2013 : James Campbell-Badiane, cœur Caro, documentaire de Papa Moctar Sélane, sur la vie de James Campbell[20]

## Distinctions
James Campbell a été élevé au grade de chevalier de l'Ordre du Lion du Sénégal à titre posthume.